# طواف إفريقيا للدراجات 2013–14
طواف أفريقيا للدراجات 2013–14 (بالإنجليزية: 2013–14 UCI Africa Tour) هو الموسم 10 من  طواف أفريقيا للدراجات.

## السباقات
| طواف أفريقيا للدراجات      | طواف أفريقيا للدراجات | طواف أفريقيا للدراجات                                | طواف أفريقيا للدراجات                                             | طواف أفريقيا للدراجات                                 | طواف أفريقيا للدراجات                                                   | طواف أفريقيا للدراجات | طواف أفريقيا للدراجات |
| التاريخ                    | #                     | السباق                                               | الفائز                                                            | الثاني                                                | الثالث                                                                  |                       |                       |
| -------------------------- | --------------------- | ---------------------------------------------------- | ----------------------------------------------------------------- | ----------------------------------------------------- | ----------------------------------------------------------------------- | --------------------- | --------------------- |
| 17 – 20 أكتوبر 2013        | 1                     | جائزة شانتال بيا الكبرى ‏                             | Yves Ngue Ngock ‏                                                  | Alexandre Join ‏                                       | Bolodigui Ouattara ‏                                                     |                       |                       |
| 25 أكتوبر – 03 نوفمبر 2013 | 2                     | تور دو فاسو ‏                                         | عبد العزيز نيكيما ‏                                                | Issiaka Cissé ‏                                        | Yannick Lontsi ‏                                                         |                       |                       |
| 17 – 24 نوفمبر 2013        | 3                     | طواف رواندا ‏                                         | Dylan Girdlestone ‏                                                | لويس مينتيس                                           | Metkel Eyob ‏                                                            |                       |                       |
| 30 نوفمبر                  | 4                     | Men Elite Road African Championships TTT ‏            | ناتنايل بيرهانه Meron Russom ‏ دانيال تيكليهايمانوت Meron Teshome ‏ | عادل البربري هشام شعبان عز الدين اجاب عبد المالك مدني | Calvin Beneke ‏ Shaun-Nick Bester ‏ Johannes Christoffel Nel ‏ ريان جيبونز |                       |                       |
| 3 ديسمبر                   | 5                     | 2013 African Road Cycling Championships Men ITT ‏     | دانيال تيكليهايمانوت                                              | فيلي سميت                                             | Johannes Christoffel Nel ‏                                               |                       |                       |
| 5 ديسمبر                   | 6                     | Men Elite Road African Championships RR ‏             | Tesfom Okubamariam ‏                                               | دان كرافن                                             | مرحاوي قدس                                                              |                       |                       |
| 13 – 19 يناير 2014         | 7                     | لا تروبيكال أميسا بونغو                              | ناتنايل بيرهانه                                                   | لويس ليون سانشيز                                      | Egoitz García ‏                                                          |                       |                       |
| 27 فبراير                  | 8                     | Les Challenges de la Marche Verte-GP Sakia El Hamra ‏ | السعيد عبد الواش                                                  | إسماعيل أيون                                          | Adnane Aarbia ‏                                                          |                       |                       |
| 1 مارس                     | 9                     | Les Challenges de la Marche Verte-GP Oued Eddahab ‏   | محسن الحسايني                                                     | عبد اللطيف سعدون                                      | إسماعيل أيون                                                            |                       |                       |
| 2 مارس                     | 10                    | Les Challenges de la Marche Verte-GP Al Massira ‏     | Aleksandar Aleksiev ‏                                              | Diego Bevilacqua ‏                                     | Andrea Trovato ‏                                                         |                       |                       |
| 8 مارس                     | 11                    | Critérium International d'Alger ‏                     | Thomas Rabou ‏                                                     | طارق شاوفي                                            | السعيد عبد الواش                                                        |                       |                       |
| 09 – 13 مارس 2014          | 12                    | طواف الجزائر                                         | Mekseb Debesay ‏                                                   | Devid Tintori ‏                                        | رونالد يونغ ‏                                                            |                       |                       |
| 09 – 18 مارس 2014          | 13                    | طواف كاميرون ‏                                        | دان كرافن                                                         | Benjamin Stauder ‏                                     | باتريك كوس ‏                                                             |                       |                       |
| 14 مارس                    | 14                    | GP de la Ville d'Oran ‏                               | عادل البربري                                                      | هشام شعبان                                            | Thomas Rabou ‏                                                           |                       |                       |
| 16 – 18 مارس 2014          | 15                    | طواف بليدة ‏                                          | Amanuel Ghebreigzabhier ‏                                          | عز الدين اجاب                                         | Bereket Yemane ‏                                                         |                       |                       |
| 19 – 21 مارس 2014          | 16                    | طواف سطيف الدولي                                     | توماس لباس                                                        | Sergey Belykh ‏                                        | Artur Shaymuratov ‏                                                      |                       |                       |
| 22 مارس                    | 17                    | Critérium International de Sétif ‏                    | محسن الحسايني                                                     | Mekseb Debesay ‏                                       | صلاح الدين مرواني                                                       |                       |                       |
| 24 – 27 مارس 2014          | 18                    | طواف قسنطينة ‏                                        | Sergey Belykh ‏                                                    | توماس لباس                                            | Miyataka Shimizu ‏                                                       |                       |                       |
| 28 مارس                    | 19                    | Circuit d'Alger ‏                                     | عز الدين اجاب                                                     | رونالد يونغ ‏                                          | Miyataka Shimizu ‏                                                       |                       |                       |
| 29 مارس                    | 20                    | Critérium International de Blida ‏                    | Marco Amicabile ‏                                                  | Mekseb Debesay ‏                                       | Yonas Tekeste Haile ‏                                                    |                       |                       |
| 04 – 13 أبريل 2014         | 21                    | طواف المغرب                                          | Julien Loubet ‏                                                    | محسن الحسايني                                         | Alessandro Mazzi ‏                                                       |                       |                       |
| 08 – 12 أبريل 2014         | 22                    | Mzansi Tour ‏                                         | جاكوس جانسي فان رنسبرغ                                            | لويس مينتيس                                           | مرحاوي قدس                                                              |                       |                       |
| 9 مايو                     | 23                    | Challenge du Prince-Trophée Princier ‏                | عبد اللطيف سعدون                                                  | إسماعيل أيون                                          | Adnane Aarbia ‏                                                          |                       |                       |
| 10 مايو                    | 24                    | Challenge du Prince-Trophée de l'Anniversaire ‏       | محسن الحسايني                                                     | طارق شاوفي                                            | السعيد عبد الواش                                                        |                       |                       |
| 12 مايو                    | 25                    | Challenge du Prince-Trophée de la Maison Royale ‏     | طارق شاوفي                                                        | صلاح الدين مرواني                                     | Mohammed Errafai ‏                                                       |                       |                       |
| 05 – 09 نوفمبر 2014        | 26                    | جائزة شانتال بيا الكبرى ‏                             | Mekseb Debesay ‏                                                   | السعيد عبد الواش                                      | Clovis Kamzong ‏                                                         |                       |                       |
| 16 – 23 نوفمبر 2014        | 27                    | طواف رواندا ‏                                         | Valens Ndayisenga ‏                                                | Jean Bosco Nsengimana ‏                                | Aron Debretsion ‏                                                        |                       |                       |

## وصلات خارجية
- الموقع الرسمي